# طلال فهد الشعشاع
طلال بن فهد الشعشاع رسام كاريكاتير سعودي من مواليد مدينة حائل الواقعة شمال المملكة العربية السعودية عام 1977 ميلادي.

## معرضه الشخصي
أقام معرضه الشخصي الأول لفن الكاريكاتير عام 1997 ميلادي في حائل حيث تضمن ذلك المعرض كاريكاتيرات اجتماعية وسياسية تناولت في مجملها القضية الفلسطينية على وجه التحديد.
أقام المعرض الثاني مع نادي الطائي الرياضي عام 1998 ميلادي الذي افتتحه وكيل إمارة المنطقة آنذاك، كما شارك في العديد من المعارض الفنية للأندية الرياضية والأدبية.

## مهن عمل بها
- في عام 2000 ميلادي عمل في جريدة «اليوم» السعودية رساماً للكاريكاتير في صفحة الرأي.
- في عام 2005 عمل في جريدة«الاقتصادية» السعودية كرسام كاريكاتير.
- انتقل إلى إدارة تحرير صفحة (فن الكاريكاتير) التي كانت تصدر تلك الفترة بشكل أسبوعي مع رسامي الكاريكاتير في الجريدة، ثم انتقل إلى تحرير صفحة (صوت الناس، ثم صفحة (الناس) اليومية حتى نهاية 2008 ميلادي، حيث قدم استقالته للجريدة حينما رفضت عودته لرسم الكاريكاتير آنذاك.
- يعمل حالياً رساماً في جريدة الجزيرة في الصفحة السياسية.

## كتب من تأليفه
ألف كتاب (فن الكاريكاتير دراسة علمية نظرية وتطبيقية)الذي كتب مقدمته الأستاذ يوسف الكويليت نائب رئيس تحرير جريدة الرياض. وهو يعد الكتاب الشامل الذي يتناول فن الكاريكاتير من كافة جوانبه الفنية والعلمية والنقدية.
أصدر أيضاً كتاب كاريكاتير بعنوان (أبيض وأسود) عام 1997 م الذي تزامن إطلاقه مع المعرض الشخصي الأول آنذاك.